# هالوين يقتل
هالوين يقتل (بالإنجليزية: Halloween Kills)‏ هو فيلم تقطيع أمريكي لعام 2021 من إخراج ديفيد غوردون غرين،الفيلم هو التتمة لفيلم هالوين إنتاج 2018
الفيلم من بطولة جيمي لي كرتيس،نيك كاسل،جودي جرير،كايل ريتشاردز،نانسي ستيفنز وتشارلز سيفرز.

## روابط خارجية
- هالوين يقتل على موقع IMDb (الإنجليزية)
- هالوين يقتل على موقع ميتاكريتيك (الإنجليزية)
- هالوين يقتل على موقع روتن توميتوز (الإنجليزية)
- هالوين يقتل على موقع نتفليكس (الإنجليزية)
- هالوين يقتل على موقع ألو سيني (الفرنسية)
- هالوين يقتل على موقع أول موفي (الإنجليزية)
- هالوين يقتل على موقع بوكس أوفيس موجو (الإنجليزية)
- هالوين يقتل على موقع فيلمافينيتي (الإسبانية)
- هالوين يقتل على موقع قاعدة بيانات الأفلام السويدية (السويدية)
- هالوين يقتل على موقع قاعدة بيانات الفيلم (الإنجليزية)

لم يتم العثور على روابط لمواقع التواصل الاجتماعي.